# Mimudea acutalis
Mimudea acutalis là một loài bướm đêm trong họ Crambidae.